# Culicoides haematopotus
Culicoides haematopotus är en tvåvingeart som beskrevs av John Russell Malloch 1915. Arten ingår i släktet Culicoides och familjen svidknott.